# 킬러 인스팅트 (1994년 비디오 게임)
《킬러 인스팅트》(Killer Instinct)는 영국의 개발사 레어가 제작한 1994년 아케이드 대전 격투 게임이다. 미드웨이 게임스가 배급해 오락실용으로 처음 발매됐으며, 이듬해에 닌텐도가 배급한 슈퍼 패미컴 및 게임보이 이식판이 출시됐다.
《킬러 인스팅트》는 3판 2선승 시합제를 따라간다는 점에서 타 격투 게임들과는 달리, 각 캐릭터마다 체력이 두 줄씩 존재해 상대방의 체력 한 줄을 전부 낮추는 플레이어가 1승을 가져가며 체력이 회복되지 않고 다음 판이 즉시 시작된다. 《킬러 인스팅트》만의 가장 독특한 특징은 콤보 (비디오 게임)에 치중한 격투 시스템으로, 플레이어는 '오토 더블 (auto-doubles)'을 사용해 상대방에게 자동으로 연속공격을 할 수 있으며, 공격을 받는 동안 '콤보 브레이커 (combo breakers)'를 이용해 상대방의 공격을 강제로 중단시켜 저지할 수 있다.
디자이너 켄 롭에 의하면 《킬러 인스팅트》는 본인이 남코에서 재직할 당시 관여했던 격투 게임 시제품 '밀리 (Melee)'에서 영감을 받아 기획됐다. 그 외에 게임의 주요 요소는 《아랑전설》 시리즈를 포함한 SNK의 격투 게임들로부터도 영향을 받았다.
1996년 후속작 《킬러 인스팅트 2》가 아케이드와 닌텐도 64로 발매됐다. 2013년에는 시리즈 부활의 신호탄을 올린 리부트가 《킬러 인스팅트》라는 이름으로 엑스박스 원 콘솔 동시발매작으로서 출시됐다. 1994년 원작의 경우 2013년 신작 내에서 《킬러 인스팅트 클래식》이란 제목으로 수록됐다.

## 개발
아케이드판 《킬러 인스팅트》는 게임 롬 이미지 이외에 내장 하드 디스크 드라이브를 이용한 최초의 아케이드 게임이었다.

## 참조

### 내용주
1. ↑  영어: Killer Instinct Classic